# ایستگاه راه‌آهن کاله-فرتان
ایستگاه راه‌آهن کاله-فرتان (فرانسوی: Gare de Calais-Fréthun‎) یک ایستگاه راه‌آهن در کاله، فرانسه است.
این ایستگاه که در سال ۱۹۹۳ تأسیس شده جزئی از خط یورواستار و ت ژ و است.